# Снайфедльснес

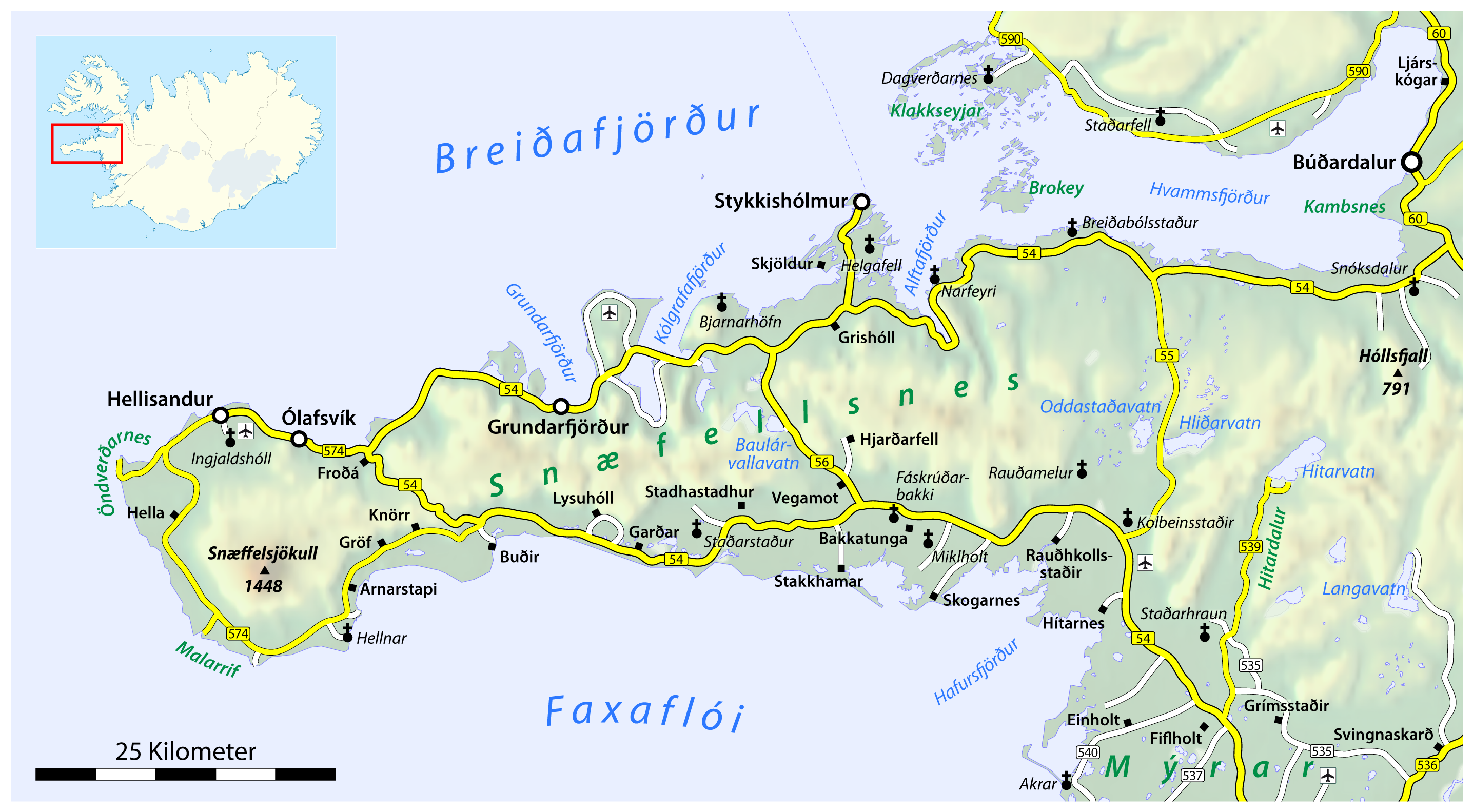

Снайфедльснес (исл. Snæfellsnes) — полуостров в Исландии.

## География
Полуостров Снайфедльснес находится в западной части Исландии, на территории региона Вестюрланд. Он получил название по находящемуся на его западном окончании вулкану Снайфедль. Ландшафт полуострова удивительно красив и отображает всё многообразие природы острова.

## Геология
Полуостров образовался около 7 млн лет назад, когда в этом районе шла активная вулканическая деятельность, вызванная смещением материковых платформ. Затем наступил «спокойный» период; однако около 2 миллионов лет назад вулканическая деятельность возобновилась — сперва в центре полуострова, а впоследствии и на побережье. Вулканическая система Льёсуфйёль на восточном окончании полуострова, длиной более 90 километров, является самой длинной активной вулканической системой Исландии. Последнее извержение в Льёсуфйёле было зарегистрировано в XII столетии, при этом погибли 80 человек, в том числе находившийся здесь епископ Скалхольта Магнус Эйнарсон. В память об этом событии на полуострове был основан монастырь, просуществовавший до середины XIII века.

## Население
Полуостров слабо заселён. Из находящихся здесь городов следует назвать Оулафсвик, Грундарфьордур, Стиккисхоульмур. Одним из наиболее известных мест является посёлок Хедльнар, в прошлом важный рыболовецкий пункт на полуострове.
Возле посёлка Хедлиссандур расположена исландская радиостанция, выходящая в эфир на длинных волнах. Ранее станция являлась навигационным маяком системы LORAN-C Северо-Атлантической цепи (GRD 7970). Высота её трансляционной установки (радиомачта Гуфускалар) составляет 412 метров и является самым высоким сооружением в Западной Европе.

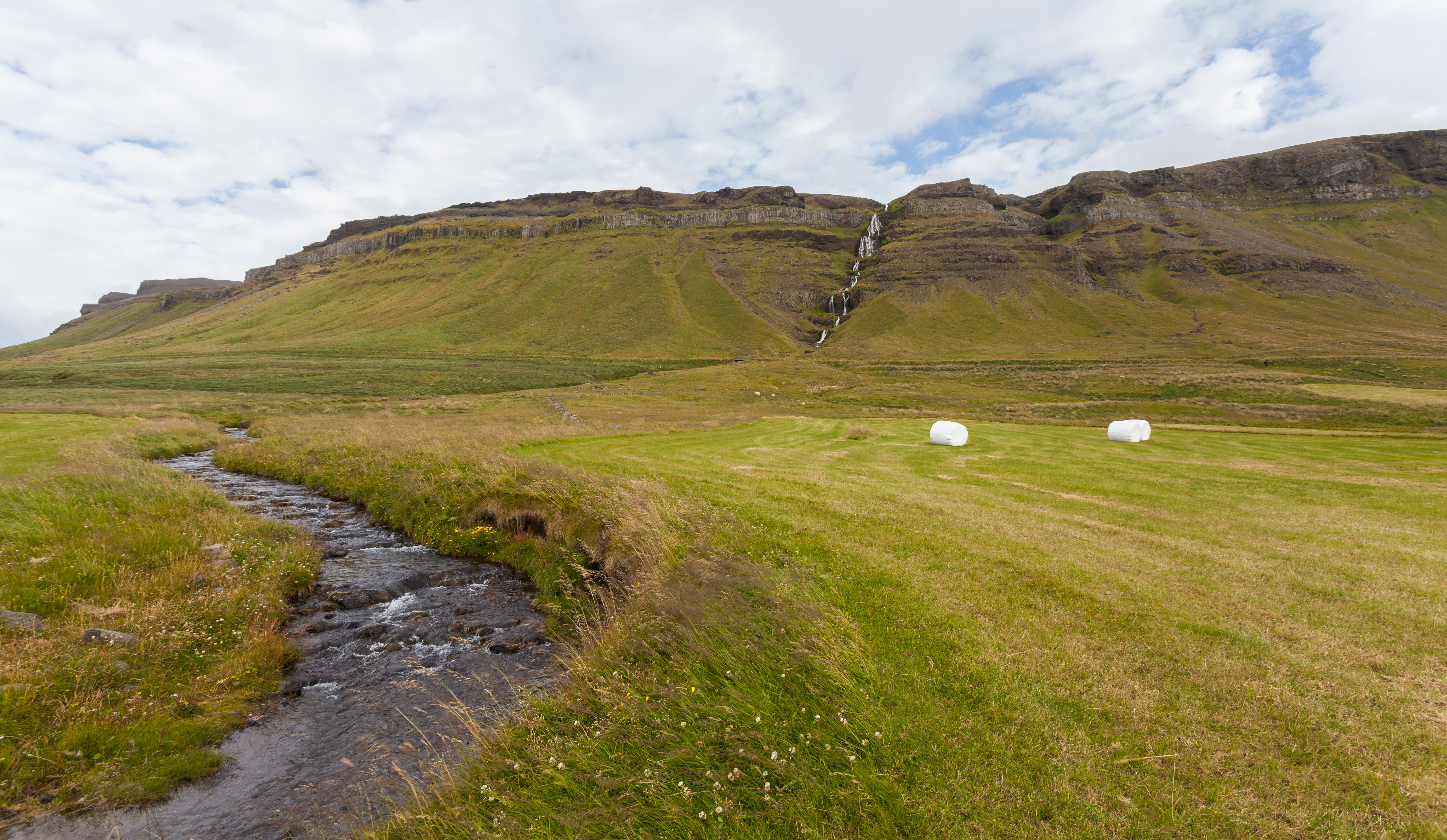
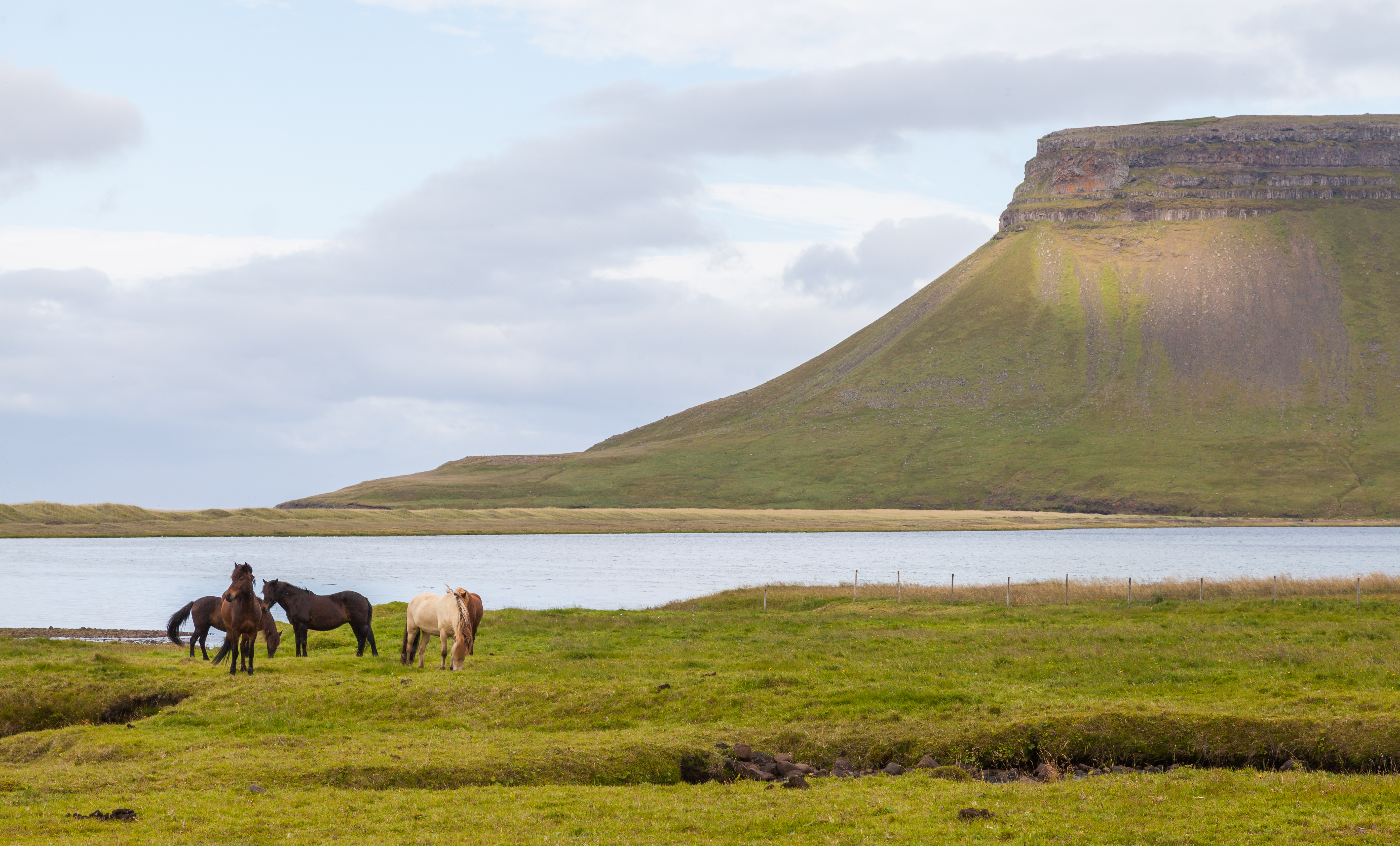
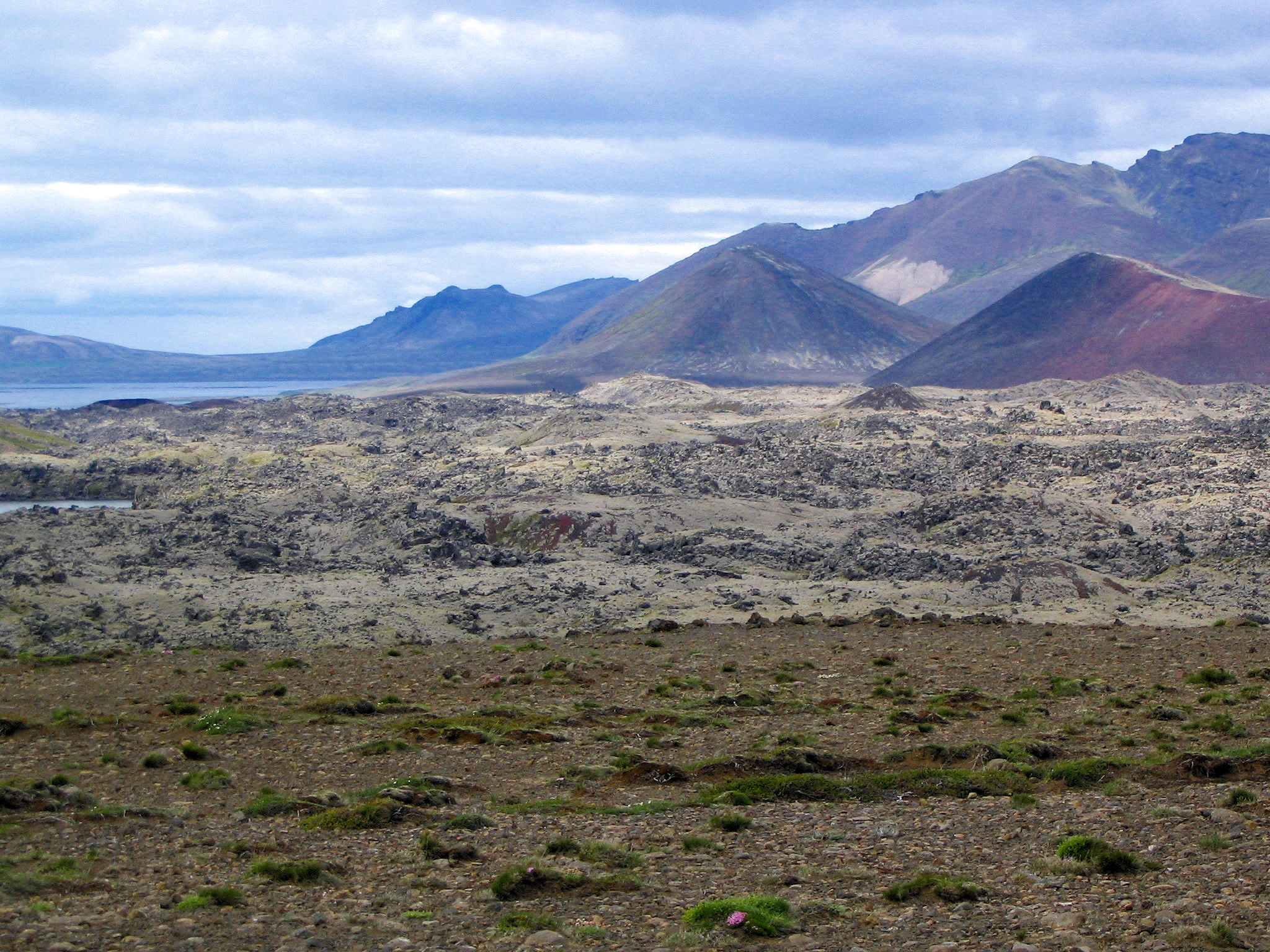
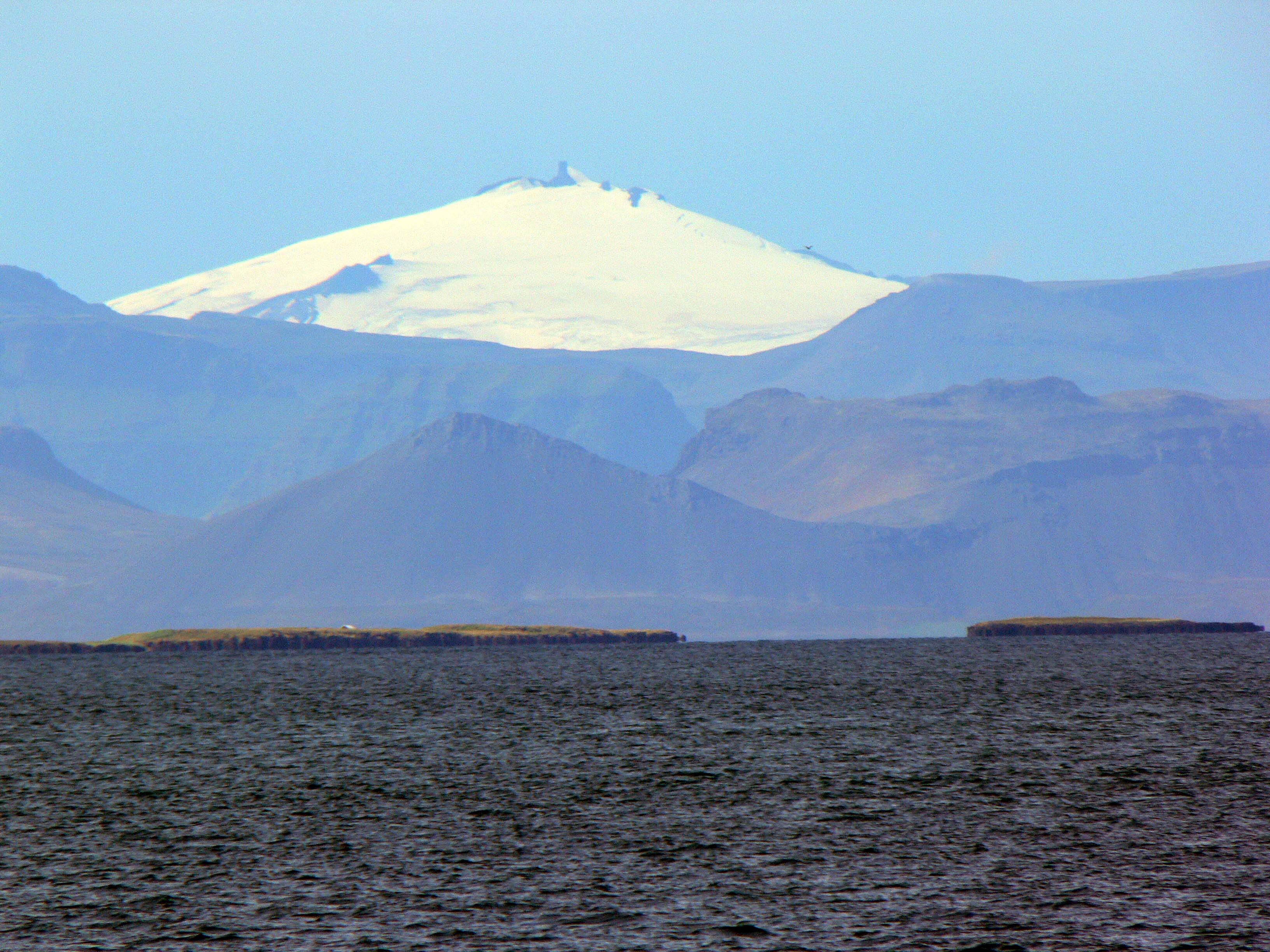
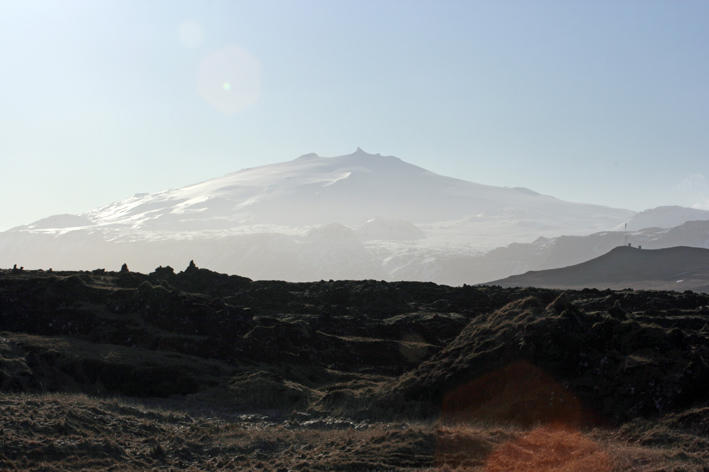
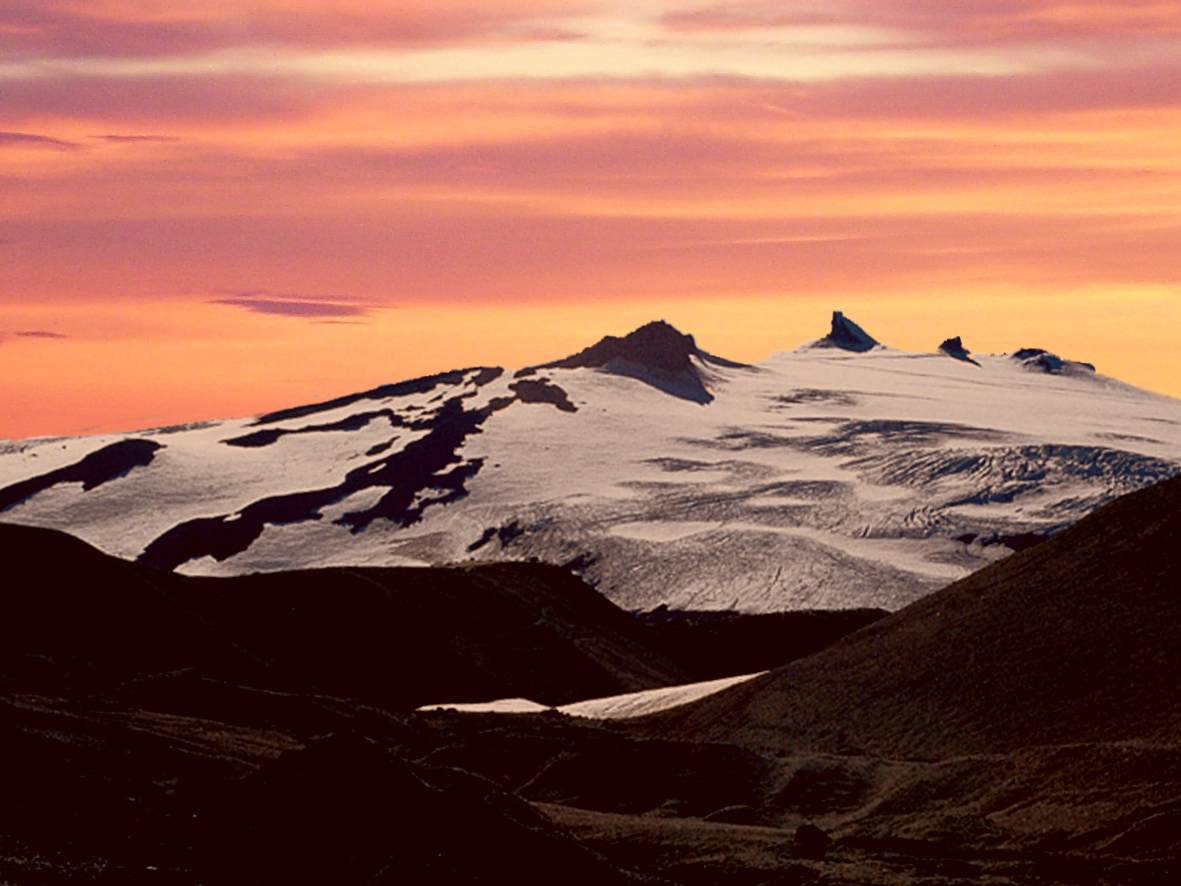
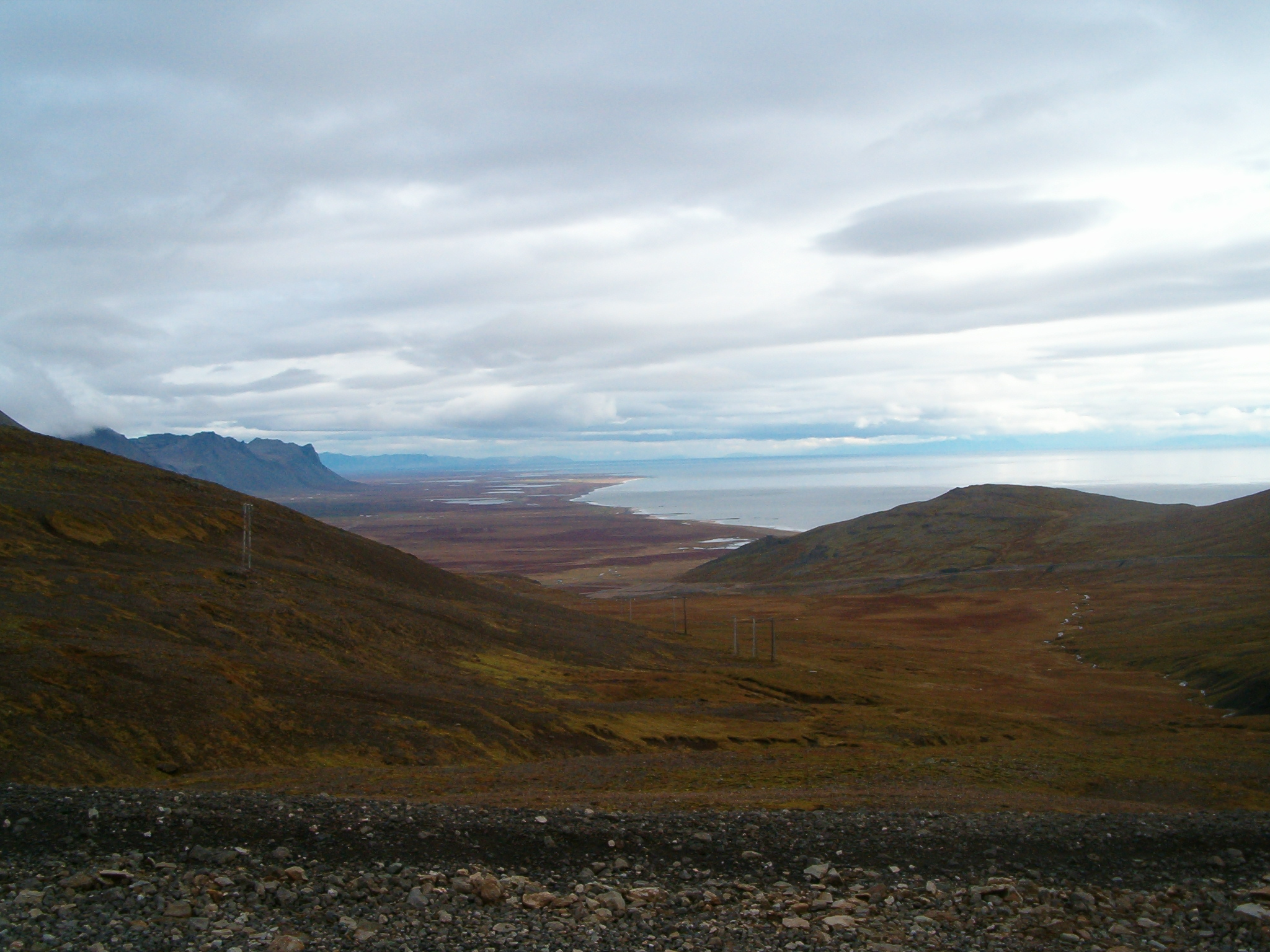